# 青森県道21号田子十和田湖線
青森県道21号田子十和田湖線（あおもりけんどう21ごう たっことわだこせん）は、青森県三戸郡田子町から新郷村を経て十和田市に至る県道（主要地方道）である。

## 概要
田子町田子字風張付近で国道104号から分岐し、新郷村戸来字迷ヶ平で国道454号に合流する。この先は国道454号に重複して、秋田県鹿角市を通って十和田市（十和田湖畔）に至る。なお、秋田県内は全線が国道454号の重複区間内であり、秋田県の県道としては認定されていない（秋田県道21号は別にある）。

### 路線データ
- 起点 : 三戸郡田子町[1]
- 終点 : 十和田市[1]

## 歴史
- 1961年（昭和36年）2月10日 - 青森県が県道田子十和田湖線として県道認定[1]。
- 1971年（昭和46年）6月26日 - 建設省（現・国土交通省）が主要地方道に路線指定。
- 1993年（平成5年）5月11日 - 建設省により主要県道田子十和田湖線が主要地方道田子十和田湖線に再指定される[2]。

## 路線状況

### 重複区間
- 国道454号（三戸郡新郷村 - 十和田市・終点）

### 冬期通行止め
- 田子町椛山 - 新郷村迷ヶ平（11月下旬 - 4月上旬）[要出典]

## 地理

### 通過する自治体
- 青森県
  - 三戸郡田子町
  - 三戸郡三戸町
  - 三戸郡新郷村
- 秋田県
  - 鹿角市
- 青森県
  - 十和田市

### 交差する道路
- 国道104号（三戸郡田子町、起点）
- 国道454号（三戸郡新郷村）
- 秋田県道128号田代平大清水線（鹿角市、国道454号重複区間）
- 国道103号（= 国道454号重複）（十和田市、終点）

### 沿線の施設など
- 田子町立田子小学校
- 田子町立清水頭小学校
- タプコプ創造村
- 田子町営小国牧場（公営）
- 迷ヶ平国設野営場
- 迷ヶ平自然休養林